# Max Hechtman
Max Bennett Hechtman (nacido el 26 de abril de 1997) es un cineasta, editor de video y camarógrafo estadounidense. Es mejor conocido por su cortometraje narrativo de 2019 Abigail, y se graduó del Fashion Institute of Technology, donde obtuvo una Licenciatura en Ciencias en Cine y Medios.

## Primeros años y educación
Hechtman creció en East Meadow, Nueva York y se interesó en el cine a una edad temprana, cuando comenzó a filmar los eventos escolares durante su tiempo en Woodland Middle School de 2010 a 2011. Continuaría haciéndolo al ingresar East Meadow High School, filmando sus eventos deportivos y producciones del club de teatro de Guys and Dolls, Once Upon a Mattress y Beauty and the Beast, antes de graduarse en 2015. Fue nombrado su "Rey del baile de bienvenida" durante el año escolar 2014-2015 y ganó un premio Quill a la mejor fotografía como parte del Día de prensa de 2015. Al mismo tiempo, también asistió al programa de Producción de Televisión y Realización de Cine Digital en el Centro de Educación Profesional y Técnica Joseph M. Barry de Nassau BOCES para obtener su primera experiencia práctica en el campo, siendo una campaña contra el acoso escolar uno de sus proyectos. En 2019, obtuvo su licenciatura en Ciencias en Cine y Medios del Fashion Institute of Technology y dos años antes había recibido la Medalla del Departamento de Cine y Medios.

## Carrera

### 2016–2018: Obras tempranas
Hechtman se aventuró por primera vez en el cine narrativo con su primer cortometraje estudiantil, el drama romántico y misterioso I Am Here (2016), que fue dirigido por su mentor, Christonikos Tsalikis. En 2016, produjo el documental FIT Hives: Sustainability - The Secret to Survival, que documenta la génesis del proyecto Hives del Fashion Institute of Technology. Tanto I Am Here como FIT Hives se proyectarían en la Exposición Internacional de Cine de Long Island de 2017.
En 2018, Hechtman realizó Historias de fortaleza y esperanza: prevención del suicidio juvenil. El documental se inspiró en su experiencia al ver el musical Dear Evan Hansen en Broadway en 2017 y en una asamblea de 2008 en Woodland Middle School impartida por el defensor de la prevención del suicidio y el acoso escolar John Halligan sobre su hijo, Ryan Halligan, quien murió por suicidio en 2003. El documental se proyectó en el Festival de Cine de Chelsea de 2018 y en la Exposición Internacional de Cine de Long Island de 2019, ganando el premio al Mejor Documental en este último festival. Fue a través de esta película que uno de los profesores de Hechtman, el cineasta Josh Koury, vio el potencial.

### 2019-presente:Abigaily proyectos recientes
En 2019, Hechtman realizó su película de tesis superior, Abigail, que codirigió y coprodujo con Tsalikis y que fue protagonizada por el veterano actor Richie Allan en el papel principal con las coprotagonistas Elvira Tortora y Leilani Marie Vasquez en sus debuts como actores cinematográficos. La película fue adaptada de un guion de una sola escena de Jason K. Allen e inspirada en una historia real que trata el tema de las decisiones al final de la vida. Para que la película se ajustara al requisito de duración de 15 a 20 minutos de la tarea, Koury sugirió a Hechtman que ampliara la historia, incorporando los detalles de la trama sobre cómo muere Abigail y el uso de flashbacks no lineales, utilizando la adaptación cinematográfica de The Notebook (2004) y la secuencia de apertura "Married Life" de la película de Disney/Pixar Up (2009) como fuentes de inspiración. La película se estrenó durante el espectáculo senior del Programa de Cine y Medios FIT el 17 de mayo de 2019. Debido a la pandemia de COVID-19, su primera proyección pública se realizó de forma virtual en la Long Island International Film Expo 2020, donde ganó el Premio del Público y fue nominado a Mejor Cortometraje, Mejor Cortometraje de Long Island y Mejor Director. También se proyectó en el Festival de Cine de Portland, el Festival de Cine de Golden Door, el Festival Internacional de Cine de Long Beach y el Festival de Cine de Point Lookout, ganando el premio a Mejor Película en este último festival. Sobre la relevancia descubierta de la película durante la pandemia, Hechtman comentó: "Espero que después de que la gente vea Abigail, puedan abrir conversaciones sobre las decisiones del final de la vida y cómo les afecta a ellos y a sus seres queridos... Espero que pueda darle a la gente un camino hacia la curación y el consuelo en estos tiempos sin precedentes".
En 2020, Hechtman se desempeñó como diseñador visual y editor de tráileres del álbum musical / audiolibro de Bálint Varga, d'ILLUSION: The Houdini Musical, que se inspiró en la vida del ilusionista/artista de riesgo Harry Houdini (interpretado por Julian R. Decker).

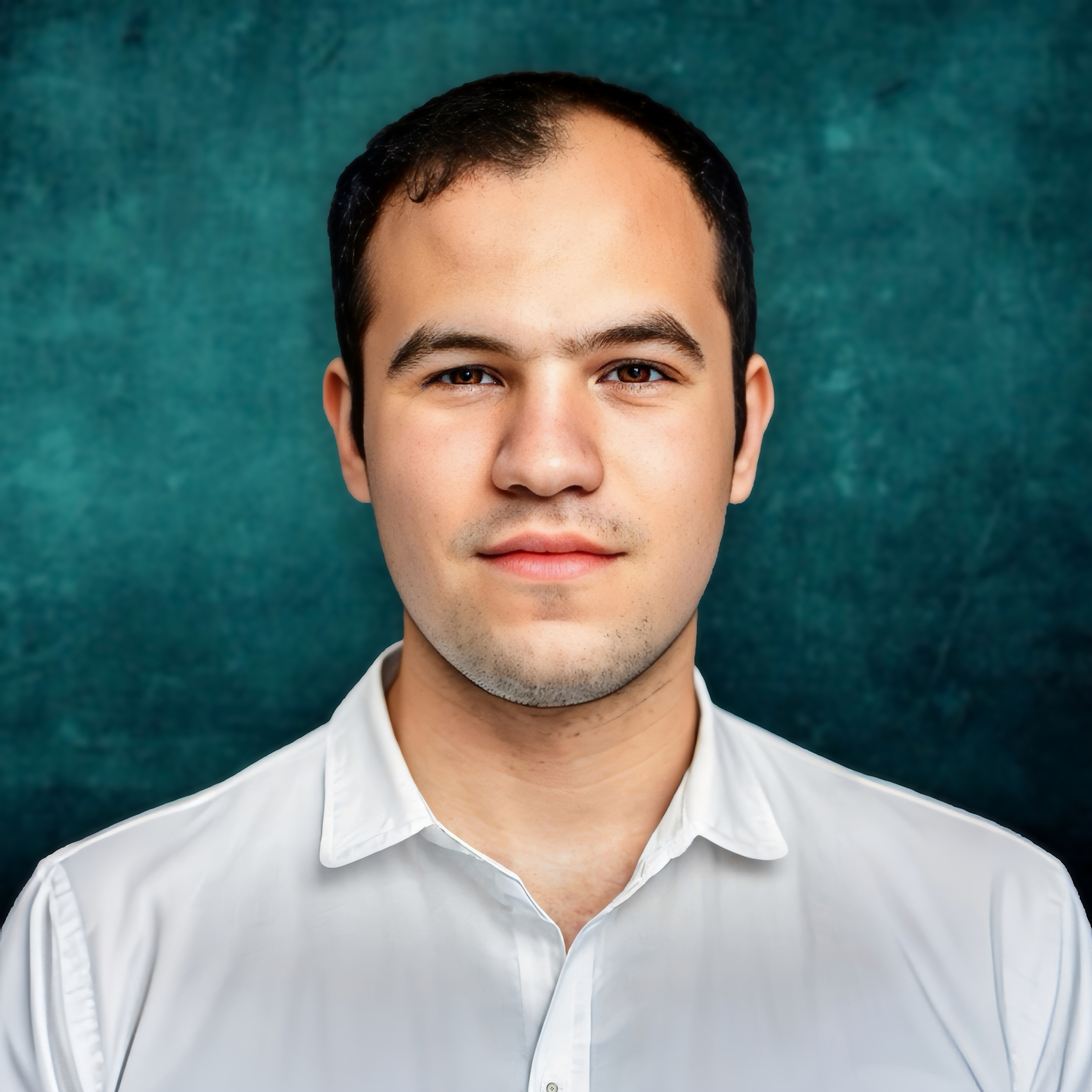
Hechtman en 2024

Entre 2022 y 2024, como proyecto paralelo, Hechtman editó varios supercortes comparando las adaptaciones cinematográficas de 1961 y 2021 del musical West Side Story, todos los cuales subió a su canal de YouTube. El supercorte que editó del número musical "America" se volvió viral con más de un millón de vistas y apareció en un artículo para Collider sobre "10 grandes películas que tuvieron una brecha de décadas entre ellas y su nueva versión".
En 2023, Hechtman trabajó como colorista en el documental debut de su amigo Nathan Siegelaub y Ania Gruszczyńska, Sparni, que estos dos últimos produjeron para completar sus estudios en la Escuela de Posgrado de Periodismo de la Universidad de Columbia. La película se estrenó en el DocFest de la escuela el 9 de diciembre de 2023. Comenzó su recorrido en festivales de cine en la Long Island International Film Expo 2024 el 12 de julio de 2024.

### Próximos proyectos
A partir de enero de 2024, Hechtman se encuentra en las primeras etapas de escritura del guion de su primer largometraje narrativo original, The Lens Within Me.

## Estilo cinematográfico

### Influencias
Hechtman ha citado las películas de Steven Spielberg, Rob Marshall, Tom Hooper, Jean-Luc Godard, Yorgos Lanthimos, Alfred Hitchcock, Stanley Kubrick, David Fincher, Terrence Malick, Greta Gerwig, Christopher Nolan y Damien Chazelle como influencias en su obra. También citó ¡Qué bello es vivir! (1947) de Frank Capra como una de sus películas favoritas.

### Método y temas
A través de sus películas, Hechtman a veces utiliza una edición frenética para agregar tensión y ritmo, basado en el trabajo de Damien Chazelle en Whiplash (2014). Su estilo visual frecuentemente involucra movimiento de cámara en mano, encuadre de actores y/o objetos en los extremos izquierdo o derecho de la pantalla y uso de lentes gran angular y ángulos holandeses de formas creativas, basados en gran medida en el trabajo de Tom Hooper en Los Miserables (2012) y El discurso del rey (2010). La mayoría de las películas de Hechtman abordan cuestiones sociales contemporáneas, como el cambio climático, la sostenibilidad, la salud mental, las redes sociales y la tecnología móvil. Sus películas también se inspiran en algunas de sus experiencias de vida, en particular el proceso de duelo que sigue a la pérdida de un ser querido, como se explora en Abigail (2019).

## Vida personal
Hechtman actualmente reside en East Meadow. Fue criado como judío. Su madre, Meryl Hechtman, lo ayudó con la ampliación del guion de Abigail y se desempeñó como productora ejecutiva. Su difunto padre, Alan Hechtman, sirvió en el Cuerpo de Ambulancias Voluntarias de Wantagh - Levittown (WLVAC) y fue uno de los primeros en responder que sobrevivieron a los ataques del 11 de septiembre de 2001 en el World Trade Center y murió de leucemia aguda relacionada con el 11 de septiembre el 11 de mayo de 2010. Hechtman también tiene un hermano menor, Evan Hechtman, que nació dos años después que él. Una de las tías de Hechtman es la poeta ganadora del premio Rhysling, Lana Hechtman Ayers, la hermana menor de Alan. Uno de los abuelos de Hechtman es el difunto profesor de economía Joseph Weintraub, quien tuvo una carrera docente que duró más de 53 años. Fuera del mundo cinematográfico, Hechtman trabaja actualmente como editor de vídeo para la compañía de producción de vídeo Reel Life Cinematography, con sede en Long Island.

### Trabajo filantrópico
En 2010, Hechtman, a los 13 años, donó una colección de 50 libros y DVD para niños centrados en el tema de la educación del carácter a la Biblioteca Pública de East Meadow en honor a su bar mitzvah, que tuvo lugar meses antes. Por sus esfuerzos, Hechtman recibió una mención de Norma Gonsalves de la Legislatura del Condado de Nassau en una ceremonia que tuvo lugar en la biblioteca el 6 de octubre de 2010.

## Filmografía
- 2014: Cooking with Kefi (serie de TV; editor asistente)
- 2015: Perdón (cortometraje; codirigido con Michael Madden)
- 2015: Recordando a Isabel (cortometraje)
- 2016: Come tus verduras (cortometraje)
- 2016: I Am Here (cortometraje)
- 2016: Mensajero (cortometraje)
- 2016: FIT Hives: Sustainability - The Secret to Survival (cortometraje documental; también gerente de producción de video)
- 2017: Rescate de generación (cortometraje documental)
- 2017: Caminos hacia el éxito climático (cortometraje documental; codirigido/producido con Dylan Dell'Erba)
- 2018: Historias de fortaleza y esperanza: prevención del suicidio juvenil (cortometraje documental)
- 2018: Lagos Finger: un lugar para todos (cortometraje)
- 2018: Fecha límite (cortometraje)
- 2019: Abigail (cortometraje; codirigido/producido con Christonikos Tsalikis)
- 2020: La magia detrás de d'ILLUSION: El musical de Houdini - La experiencia del teatro en audio (cortometraje documental)
- 2021: Progreso (película de prueba de concepto; coeditado con Christian Kazadi y Geoffrey J.D. Payne)
- 2023: Sparni (cortometraje documental; colorista)
- TBA: The Lens Within Me (largometraje)

## Premios
| Año  | Premio                                        | Categoría                         | Título                                                              | Resultado |
| ---- | --------------------------------------------- | --------------------------------- | ------------------------------------------------------------------- | --------- |
| 2017 | Festival de cine de moda de Chicago           | Premio Eco Sostenible             | FIT Hives: Sustainability - The Secret to Survival                  | Ganador   |
| 2018 | Long Island International Film Expo           | Mejor Documental                  | Historias de fortaleza y esperanza: prevención del suicidio juvenil | Ganador   |
| 2020 | V Concurso Anual de Cortometrajes de Stage 32 | Cuartofinalista                   | Abigail                                                             | Ganador   |
| 2020 | Long Island International Film Expo           | Premio del Público                | Abigail                                                             | Ganador   |
| 2020 | Long Island International Film Expo           | Mejor Cortometraje                | Abigail                                                             | Nominado  |
| 2020 | Long Island International Film Expo           | Mejor cortometraje de Long Island | Abigail                                                             | Nominado  |
| 2020 | Long Island International Film Expo           | Mejor director                    | Abigail                                                             | Nominado  |
| 2021 | Festival de Cine de Point Lookout             | Mejor Película                    | Abigail                                                             | Ganador   |
| 2021 | Festival de Cine de Point Lookout             | Mejor Película Local              | Abigail                                                             | Nominado  |
| 2021 | Festival de Cine de Point Lookout             | Mejor director                    | Abigail                                                             | Nominado  |
| 2021 | Festival de Cine de Point Lookout             | Mejor guion producido             | Abigail                                                             | Nominado  |
| 2021 | "Hang Onto Your Shorts" Film Festival         | Mejor drama                       | Abigail                                                             | Nominado  |